# SHINING STAR (榊原ゆいの曲)
「SHINING STAR」（シャイニングスター）は、榊原ゆいの9作目のシングル。2007年10月25日にLOVE×TRAX☆Recordsよりリリースされた。PS2用ゲーム『いつか、届く、あの空に。 〜陽の道と緋の昏と〜』の2ndオープニング主題歌であり、同ソフトと同時発売された。

## 収録曲
1. SHINING STAR
  - 作詞・作曲：榊原ゆい、編曲：不知火つばさ
2. SHINING STAR（Instrumental）